# Cyllopoda versicolor
Cyllopoda versicolor là một loài bướm đêm trong họ Geometridae.